# Station Stanowice
Station Stanowice is een spoorwegstation in de Poolse plaats Stanowice.